# Allen Covert
Allen Stephen Covert (* 13. Oktober 1964 in Palm Beach County, Florida) ist ein US-amerikanischer Comedian, Schauspieler und Filmproduzent.

## Leben
Covert studierte an der New York University. Dort lernte er Adam Sandler kennen, mit dem er seither befreundet ist, was sich in zahlreichen gemeinsamen Filmprojekten zeigte. Covert machte keinen Abschluss und arbeitete anschließend als Türsteher. Von seinen Freunden „genötigt“ begann er als Stand-up-Comedian aufzutreten.
In der Komödie Adam Sandler’s Love Boat aus dem Jahr 1989, in der Sandler die Hauptrolle spielte, debütierte er als Schauspieler. Seither wirkte er bei fast jedem von Sandlers Filmen mit. Er ist zudem Produzent und Drehbuchautor für Sandlers Filmproduktionsfirma Happy Madison Productions. Seine erste Hauptrolle spielte Covert 2006 in Grandma’s Boy, einer Komödie, die er auch schrieb und produzierte.
Covert hatte in zwei Episoden der Sitcom King of Queens einen Gastauftritt, davon einen gemeinsam mit Sandler. Beide traten auch zusammen in einer Episode der kurzlebigen, aber von Kritikern gut bewerteten Comedyserie von Judd Apatow, American Campus – Reif für die Uni? (Undeclared) sowie in einer weiteren Comedyserie von Judd Apatow, Voll daneben, voll im Leben ("Freaks and Geeks") auf.
Als Vorbilder nennt Covert unter anderem Peter Sellers, Monty Python und The Three Stooges. Allen Covert ist verheiratet mit Kathryn Covert. Sie haben zwei Kinder und leben in Los Angeles.

## Filmografie
als Schauspieler
- 1989: Adam Sandler’s Love Boat (Going Overboard)
- 1991: Roseanne (Fernsehserie, Folge 3x19 Vegas Interruptus)
- 1994: Airheads
- 1995: Pfundskerle (Heavy Weights)
- 1996: Happy Gilmore
- 1996: Bulletproof
- 1998: Eine Hochzeit zum Verlieben (The Wedding Singer)
- 1998: Waterboy – Der Typ mit dem Wasserschaden (The Waterboy)
- 1999: Rent a Man – Ein Mann für gewisse Sekunden (Deuce Bigalow: Male Gigolo)
- 1999: Ungeküsst (Never Been Kissed)
- 1999: Big Daddy
- 1999: Late Last Night
- 2000: Little Nicky – Satan Junior (Little Nicky)
- 2002: Mr. Deeds
- 2002: Adam Sandlers acht verrückte Nächte (Eight Crazy Nights)
- 2003: Die Wutprobe (Anger Management)
- 2004: 50 erste Dates (50 First Dates)
- 2004, 2007: King of Queens (The King of Queens, Fernsehserie)
- 2005: Spiel ohne Regeln (The Longest Yard)
- 2006: Grandma’s Boy
- 2006: Klick (Click)
- 2007: Chuck und Larry – Wie Feuer und Flamme (I Now Pronounce You Chuck and Larry)
- 2008: Strange Wilderness
- 2008: Bedtime Stories
- 2009: Der Kaufhaus Cop (Paul Blart: Mall Cop)
- 2011: Jack und Jill (Jack and Jill)
- 2013: Kindsköpfe 2 (Grown Ups 2)
- 2014: Urlaubsreif (Blended)
- 2022: Home Team

als Produzent
- 1999: Big Daddy (Aufnahmeleiter)
- 2000: Little Nicky – Satan Junior (Little Nicky) (Aufnahmeleiter)
- 2002: Mr. Deeds (Aufnahmeleiter)
- 2002: Adam Sandlers acht verrückte Nächte (Eight Crazy Nights)
- 2002: A Day with the Meatball
- 2003: Die Wutprobe (Anger Management) (Produktionsleiter)
- 2005: Spiel ohne Regeln (The Longest Yard) (Produktionsleiter)
- 2006: Grandma’s Boy
- 2006: Strange Wilderness
- 2011: Bucky Larson: Born to be a Star
- 2012: Der Chaos-Dad (That's My Boy)
- 2015: Pixels
- 2020: Hubie Halloween
- 2020: The Wrong Missy
- 2022: Home Team
- 2023: The Out-Laws

als Drehbuchautor
- 2011: Bucky Larson: Born to be a Star